# Zavrelia bragremia
Zavrelia bragremia är en tvåvingeart som beskrevs av Guo och Wang 2007. Zavrelia bragremia ingår i släktet Zavrelia och familjen fjädermyggor. Inga underarter finns listade i Catalogue of Life.